# Zebrdowo
Zebrdowo est une localité polonaise de la gmina rurale de Gardeja située dans le powiat de Kwidzyn en voïvodie de Poméranie. Elle se trouve à environ 15 km au sud de Kwidzyn et 87 km au sud de la capitale régionale Gdańsk.

## Géographie

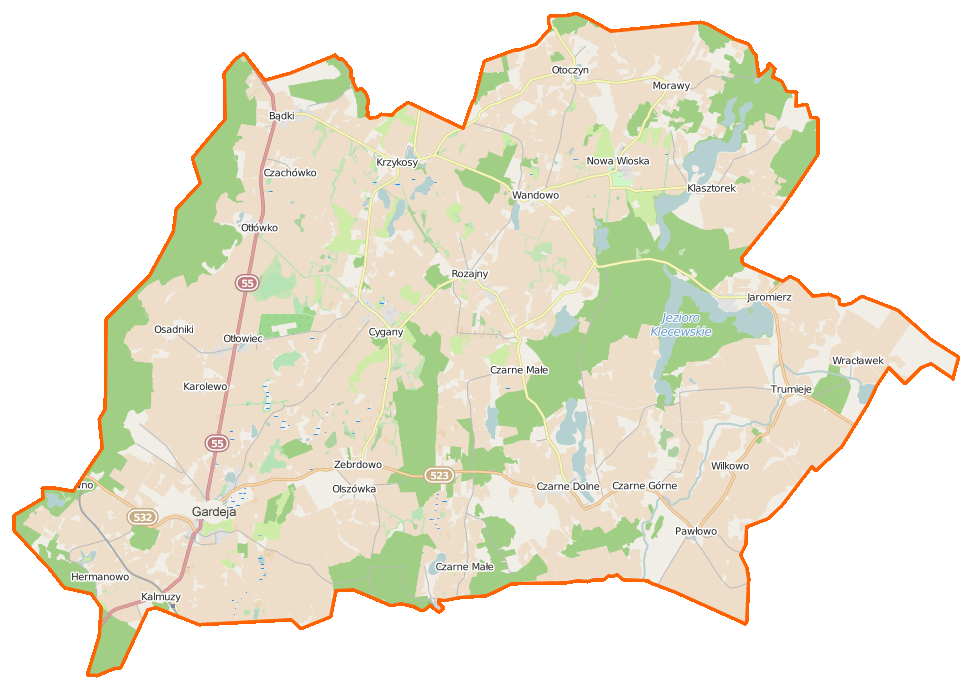
Carte de la gmina de Gardeja.

## Histoire
De 1752 à 1945, Seubersdorf fait partie de l'arrondissement de Marienwerder (de) dans le district de Marienwerder au sein de la province de Prusse-Occidentale